# Miramont-de-Guyenne
 Miramont-de-Guyenne  là một xã thuộc tỉnh Lot-et-Garonne trong vùng Nouvelle-Aquitaine phía tây nam nước Pháp. Xã này nằm ở khu vực có độ cao trung bình 51 mét trên mực nước biển.

## Hình ảnh

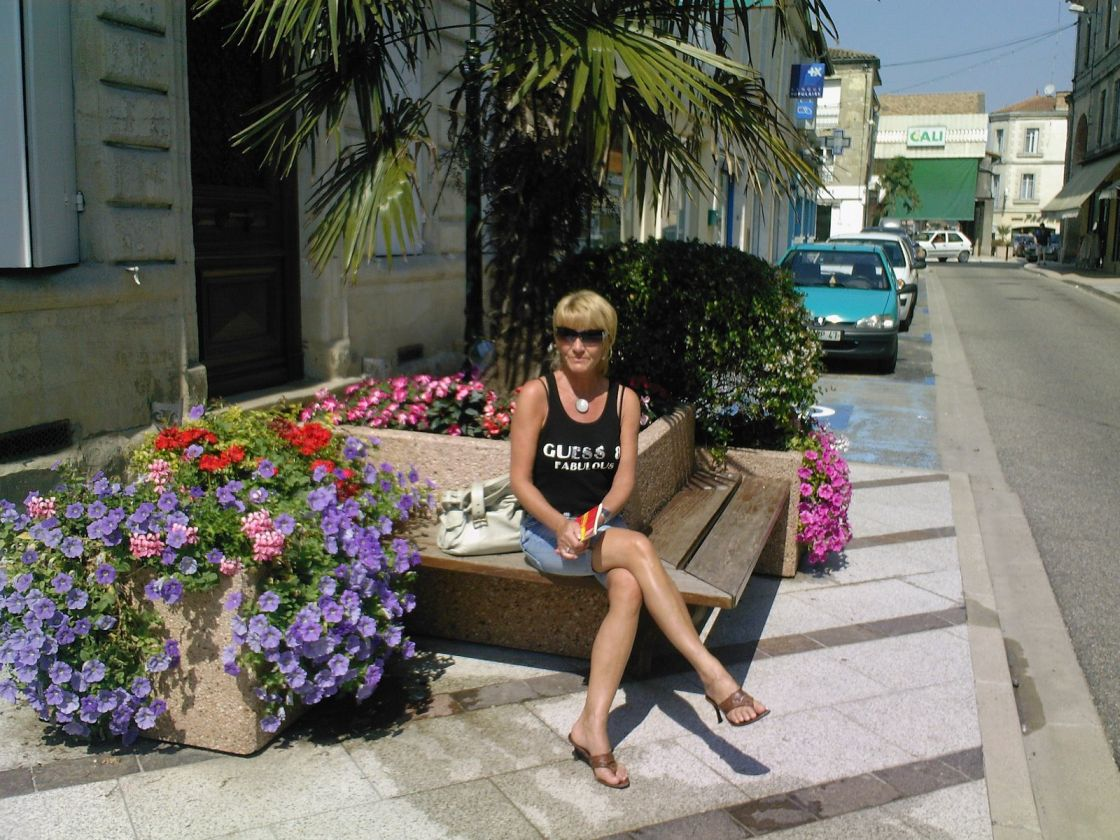
Phố chính